# Allison Smith
Allison Smith (Manhattan - New York, 9 december 1969) is een Amerikaanse actrice.

## Biografie
Smith werd geboren in de borough Manhattan van New York in een gezin als jongste van zes kinderen, zij groeide op in Bergen County. Zij heeft voor twee jaar gestudeerd aan de New York-universiteit in New York.
Smith begon op negenjarige leeftijd met acteren in de Broadwaymusical Evita, snel hierna speelde zij ook een rol in de musical Annie. Zij begon in 1981 met acteren voor televisie in de film Evita Peron, hierna speelde zij nog meerdere rollen in films en televisieseries. Zij is vooral bekend van haar rol als Jennie Lowell in de televisieserie Kate & Allie waar zij in 95 afleveringen speelde (1984-1989). Voor deze rol werd zij in 1986 en 1987 genomineerd voor een Young Artist Award.
Smith is sinds 2001 getrouwd waaruit zij twee dochters heeft.

## Filmografie

### Films
- 2015 Larry Gaye: Renegade Male Flight Attendant - als moeder van Larry
- 2015 Weight - als Melanie
- 2005 Ordinary Miracles – als moeder van Sally
- 2005 Mystery Woman: Vision of a Murder – als Debbie Phillips
- 2004 Helter Skelter – als Patricia Krenwinkle
- 2003 The Animatrix – als verslaggeefster
- 2000 Terror Tract – als Mary Ann Doyle
- 1998 Los años bárbaros – als Susan
- 1997 Switchback – als Becky
- 1996 Lying Eyes – als Jennifer
- 1996 Full Circle – als Averill Winslow
- 1996 Two Guys Talkin' About Girls – als Rhonda Glick
- 1995 A Reason to Believe – als Charlotte Byrne
- 1994 The Adventures of Young Indiana Jones: Hollywood Follies – als Claire Lieberman
- 1993 Jason Goes to Hell: The Final Friday – als Vicki
- 1981 Evita Peron – als jonge Evita

### Televisieseries
Uitgezonderd eenmalige gastrollen.
- 1999-2006 The West Wing – als Mallory O'Brien – 11 afl.
- 2001-2002 Providence – als Lynn Fischer – 2 afl.
- 1999 Wasteland – als Jules – 3 afl.
- 1998 Buddy Faro – als Julie Barber – 12 afl.
- 1997 Spy Game – als Maxine London – 11 afl.
- 1995 Sweet Justice – als Sara Pratt – 6 afl.
- 1984-1989 Kate & Allie – als Jennie Lowell – 95 afl.

- Bibliothèque nationale de France: cb14460247v (data)
- International Standard Name Identifier: 0000 0003 7533 2934
- Library of Congress Control Number: no2008072890
- Virtual International Authority File: 165015300
- WorldCat: E39PBJrrtcKfyHDYVP4HQJVgrq